# Esmerald Aluku
Esmerald Aluku (sinh ngày 31 tháng 12 năm 1998) là một tiền vệ bóng đá Albania hiện tại thi đấu cho câu lạc bộ FC DAC 1904 Dunajská Streda.

## Sự nghiệp câu lạc bộ

### FC DAC 1904 Dunajská Streda
Aluku ra mắt tại Fortuna Liga cho FC DAC 1904 Dunajská Streda trước FO ŽP Šport Podbrezová ngày 18 tháng 2 năm 2017.